# Сывьюдор
Сывьюдор (коми Сывъюдор) — опустевшая деревня на территории нынешнего Корткеросского района Республики Коми. Входила в состав Нившерского сельсовета.
Деревня находилась на правом берегу реки Нившера ниже устья реки Сывъю в 22 км от центра Нившерского сельсовета.

## История
В списках населенных пунктов 1859, 1881 и 1892 гг. не значится. В сельхозпереписи 1916 г. — починок Сыв-ю-дор. В 1920 г. — 4 двора, 16 жителей, в 1925 г. — 5 дворов, 27 жителей. В списке населенных пунктов 1930 г. — починок, в переписи 1939 г. — хутор Сывъюдор, 93 жителя (44 муж., 49 жен.). На карте 1945 г. — Сы-Ю-Дор. В списке населенных пунктов 1956 г. — деревня Сывъюдор. В 1959 г. — 91 житель, коми, в 1963 г. — 63 жителя.
17 сентября 1974 года исключена из учётных данных.

## Население
| 1920 | 1925 | 1939 | 1959 | 1963 | 1974 |
| ---- | ---- | ---- | ---- | ---- | ---- |
| 16   | 27   | 93   | 91   | 63   | 0    |